# Wildwood (Missouri)
Wildwood is een plaats (city) in de Amerikaanse staat Missouri, en valt bestuurlijk gezien onder St. Louis County.

## Demografie
Bij de volkstelling in 2000 werd het aantal inwoners vastgesteld op 32.884.
In 2006 is het aantal inwoners door het United States Census Bureau geschat op 34.549, een stijging van 1665 (5,1%).

## Geografie
Volgens het United States Census Bureau beslaat de plaats een oppervlakte van
172,0 km², waarvan 171,0 km² land en 1,0 km² water.

## Plaatsen in de nabije omgeving
De onderstaande figuur toont nabijgelegen plaatsen in een straal van 12 km rond Wildwood.